# Gordon MacRae
Albert Gordon MacRae (East Orange, 12 marzo 1921 – Lincoln, 24 gennaio 1986) è stato un attore e cantante statunitense.

## Biografia
Di ascendenze scozzesi, Gordon MacRae era figlio di William Lamont MacRae, inventore e pioniere radiofonico, e di Helen Violet Sonn, insegnante di pianoforte e concertista. Dalla natia East Orange, MacRae seguì la famiglia prima a Buffalo e successivamente a Syracuse (New York), dove frequentò la Nottingham High School e iniziò a interessarsi alla musica e alla recitazione. Durante il corso di studi alla Nottingham, si distinse come atleta in vari sport, imparò a suonare pianoforte, clarinetto e sassofono, e affrontò le prime esperienze artistiche come cantante.
Nel 1940 vinse un concorso per giovani talenti e raggiunse New York, dove lavorò alla radio, si esibì come solista nelle band di Harry James, Les Brown e Horace Heidt e incise il suo primo disco nel 1942 per l'etichetta discografica Columbia Records. Nello stesso anno iniziò il servizio militare come istruttore bombardiere nella United States Army Air Force, impegno che lo coinvolse fino al termine del secondo conflitto mondiale. Nel marzo del 1946 debuttò a Broadway nel musical Three to Make Ready, accanto a Ray Bolger, che ebbe 327 repliche, e nel contempo proseguì i suoi impegni radiofonici in show della CBS e come cantante solista in popolari band dell'epoca. Nel periodo 1945-1946 lavorò alla rete radiofonica della CBS con il conduttore Archie Bleyer nel popolare Gordon MacRae Show, che promosse talenti musicali emergenti, tra cui il fisarmonicista John Serry Sr..
Tra il 1947 e il 1948 la carriera musicale di MacRae decollò, grazie a un importante contratto discografico con la Capitol Records e all'ingaggio come entertainer radiofonico nel programma settimanale The Railroad Hour. Sempre nel 1948 MacRae firmò un contratto di sette anni con la casa cinematografica Warner Brothers e debuttò sul grande schermo in un ruolo non musicale, quello di un pugile professionista, nel film drammatico The Big Punch (1948), con Wayne Morris e Lois Maxwell. Solo l'anno successivo l'attore apparve in un musical biografico, pur di tono drammatico, dal titolo La vita a passo di danza, nel quale interpretò Frank Carter, che muore in un incidente d'auto mentre si sta recando a Broadway per assistere a uno spettacolo della moglie, la sfortunata cantante e ballerina Marilyn Miller (June Haver). Seguì un altro ruolo drammatico nel noir Fuoco alle spalle (1950), accanto a Edmond O'Brien, Virginia Mayo e Dane Clark.
Fu con The Daughter of Rosie O'Grady (1950), spensierata commedia musicale con June Haver e Gene Nelson, che MacRae affrontò il primo ruolo autenticamente leggero e poté far sfoggio delle proprie doti canore, caratteristiche evidenti anche nel suo successivo impegno cinematografico, la commedia Tè per due (1950), il primo dei cinque film che interpretò quale partner romantico della stella musicale della Warner, Doris Day. Ispirato alla pièce degli anni venti No, No, Nanette, la vicenda è incentrata su uno spensierato gruppo di artisti esordienti che tentano di scovare il denaro necessario a mettere in piedi una rivista, e MacRae impersonò il ruolo di Jimmy Smith, compositore della compagnia, che corteggia la vivace ereditiera di Long Island interpretata dalla Day.
Il 1951 fu per MacRae un anno di ininterrotti e molteplici successi. Al largo seguito della sua trasmissione radiofonica si accompagnò un crescente successo come cantante, amato dalle giovani generazioni del pubblico femminile ma apprezzato anche da ascoltatori meno giovani per la sua gradevole voce baritonale, adatta sia alle ballate romantiche del momento che ai classici brani dell'operetta. Sul grande schermo proseguì inoltre il sodalizio artistico con Doris Day, a iniziare dalla commedia The West Point Story (1950), che riprendeva il tema dei tentativi di messa in scena di uno spettacolo musicale, spostando però l'azione all'annuale rivista dell'Accademia Militare degli Stati Uniti di West Point. Il successivo Vecchia America (1951) fu un affettuoso omaggio all'America di provincia degli anni dieci, con MacRae nel ruolo del bravo ragazzo della porta accanto che finisce per conquistare l'amore della sempre dinamica Doris Day.
Dopo un'apparizione in Starlift (1951), una pellicola in cui la scuderia di divi della Warner (compresa l'immancabile partner Doris Day) si esibì in numeri di intrattenimento per le truppe in partenza verso il fronte coreano, MacRae fu scritturato due anni più tardi per il sequel di Vecchia America, intitolato By the Light of the Silvery Moon (1953), in cui lui e la Day ripresero i medesimi ruoli di giovani innamorati che coronano l'idillio dopo amabili schermaglie e svariati numeri musicali. Fu l'ultimo film in cui i due attori apparvero in coppia, e in cui MacRae dimostrò di aver acquisito maggiore scioltezza nella recitazione, dopo una certa legnosità nelle precedenti interpretazioni. Il suo impegno alla Warner Brothers si concluse con il musical About Face (1952), con Eddie Bracken, e con l'esotico I cavalieri di Allah (1953), con Kathryn Grayson, Steve Cochran e Raymond Massey.
Scaduto il contratto con la Warner Bros., nel 1954 MacRae si trovò nella condizione di attore free lance, cogliendo subito un'opportunità con la trasposizione cinematografica del musical Oklahoma! (1955), uno tra i più classici film musicali di tutti i tempi, in cui interpretò il ruolo di Curly accanto a celebri attori come Gloria Grahame, Eddie Albert, Charlotte Greenwood, James Whitmore, il ballerino Gene Nelson e la giovane Shirley Jones. Tra i celebri brani di Richard Rodgers e Oscar Hammerstein II, MacRae interpretò Oh, What a Beautiful Mornin', The Surrey with a Fringe on Top, People Will Say We're in Love e il brano che dà il titolo al film. MacRae e Shirley Jones furono nuovamente riuniti l'anno successivo in un altro musical prodotto dalla 20th Century Fox, Carousel (1956), anch'esso basato su un lavoro di Rodgers e Hammerstein II che era stato un grande successo a Broadway. Nel ruolo di Billy Bigelow (destinato inizialmente a Frank Sinatra, che dovette però rinunciare alla parte), MacRae diede una delle migliori interpretazioni della sua carriera e cantò indimenticabili motivi romantici come Soliloquy e If I Loved You.
Con La felicità non si compra (1957) di Michael Curtiz, la carriera cinematografica di MacRae giunse all'apice. Il film è ispirato alle biografie dei compositori B.G. "Buddy" DeSylva (MacRae), Lew Brown (Ernest Borgnine) e Ray Henderson (Dan Dailey), autori di celebri hit degli anni venti. Abbandonati i set cinematografici, l'attore tornò a tempo pieno agli spettacoli teatrali (nel 1964 impersonò Sky Masterson in una versione a Broadway di Guys and Dolls), agli show radiofonici, alle esibizioni nei nightclub e agli spettacoli televisivi di intrattenimento, uno fra tutti The Ed Sullivan Show. Trascorsero diversi anni prima che MacRae tornasse a recitare un ruolo di impegno, quello dello sceriffo John Rodney in un episodio della popolare serie televisiva Uno sceriffo a New York (1974), mentre la sua ultima apparizione cinematografica fu in un ruolo di supporto nel film The Pilot, diretto e interpretato nel 1980 dall'attore Cliff Robertson.

## Vita privata
Gordon MacRae sposò nel 1941 l'attrice e cantante inglese Sheila MacRae (1921-2014), dalla quale ebbe quattro figli, Meredith (nata nel 1944 e morta nel 2000), Heather (1946), entrambe divenute attrici, William Gordon (1948) e Robert Bruce (1954). La coppia, assai popolare presso il pubblico, collaborò artisticamente per un lungo periodo in spettacoli teatrali e in esibizioni nei nightclub, fino al divorzio che venne pronunciato nell'aprile del 1967, dopo un matrimonio durato ventisei anni.
MacRae si risposò nel settembre 1967 con Elizabeth Lamberti Schrafft, dalla quale ebbe un'altra figlia, Amanda, nata nel 1968. Già colpito da un ictus nel 1982, l'attore e cantante continuò a lavorare finché le cattive condizioni di salute glielo permisero, ma all'inizio del 1985 fu costretto ad annunciare il proprio ritiro dalle scene. Morì per un cancro alla bocca il 24 gennaio 1986, all'età di sessantaquattro anni.

## Filmografia
- The Big Punch, regia di Sherry Shourds (1948)
- La vita a passo di danza (Look for the Silver Lining), regia di David Butler (1949)
- Fuoco alle spalle (Backfire), regia di Vincent Sherman (1950)
- The Daughter of Rosie O'Grady, regia di David Butler (1950)
- La congiura dei rinnegati (Return of the Frontiersman), regia di Richard L. Bare (1950)
- Tè per due (Tea for Two), regia di David Butler (1950)
- The West Point Story, regia di Roy Del Ruth (1950)
- Vecchia America (On Moonlight Bay), regia di Roy Del Ruth (1951)
- Starlift, regia di Roy Del Ruth (1951) (nel ruolo di sé stesso)
- About Face, regia di Roy Del Ruth (1952)
- By the Light of the Silvery Moon, regia di David Butler (1953)
- I cavalieri di Allah (The Desert Song), regia di H. Bruce Humberstone (1953)
- Three Sailors and a Girl, regia di Roy Del Ruth (1953)
- General Foods 25th Anniversary Show: A Salute to Rodgers and Hammerstein, regia di Ralph Levy (1954) – film tv
- Oklahoma!, regia di Fred Zinnemann (1955)
- Carousel, regia di Henry King (1956)
- The Gordon MacRae Show (1956) – serie tv
- La felicità non si compra (The Best Things in Life Are Free), regia di Michael Curtiz (1957)
- Lux Video Theatre, episodi "Eileen" (1957) e "One Sunday Afternoon" (1957) – serie tv
- The Gift of the Magi, regia di George Schaefer (1958) – film tv
- Uno sceriffo a New York (McCloud), episodio "The Barefoot Girl of Bleecker Street" (1974) – serie tv
- Zero to Sixty, regia di Don Weis (1978)
- The Pilot, regia di Cliff Robertson (1980)

## Doppiatori italiani
Nelle versioni in italiano dei suoi film, Gordon MacRae è stato doppiato da:
- Giuseppe Rinaldi in Vecchia America, Oklahoma!
- Pino Locchi in Carousel, La felicità non si compra
- Adolfo Geri in Tè per due
- Stefano Sibaldi in I cavalieri di Allah